# Noël varié

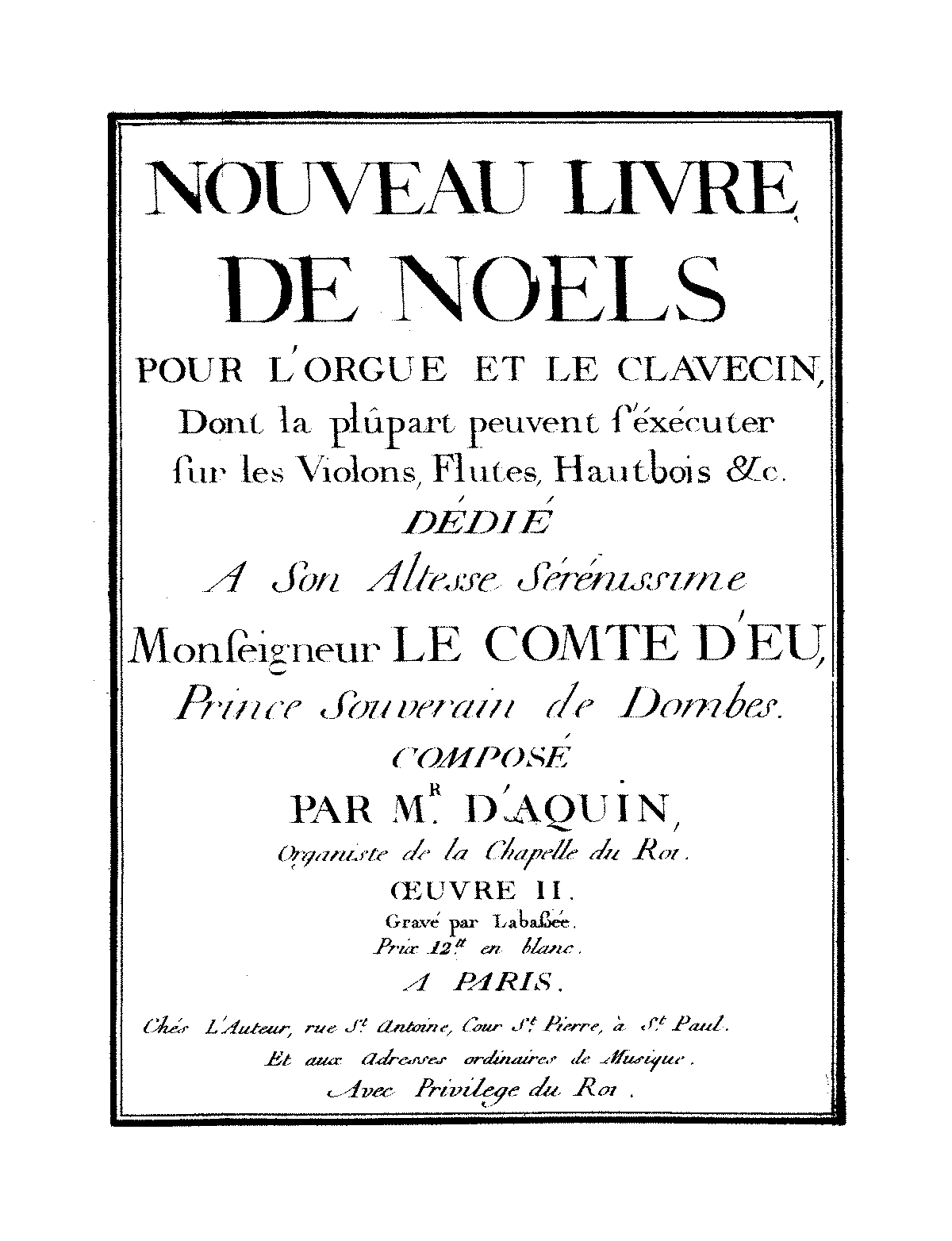

Le noël varié pour l'orgue (ou le clavecin) est un genre musical spécifiquement français dont les premiers documents nous parviennent du XVIIe siècle mais dont la tradition remonte sans doute à des temps plus anciens.

## Historique
Il s'agit de pièces dont les thèmes, empruntés à des chants de Noël de tradition populaire, donnent lieu à des improvisations et à des développements selon la technique de la  variation (mélodique, rythmique, de timbre etc.), et qui sont jouées pendant le temps de l'Avent et l'office de la Nativité en attendant minuit. Ils ont aussi été joués, en privé, au clavecin et, vers la fin du XVIIIe siècle, au piano-forte (c'est à cet instrument que les destine Claude Balbastre).
Si les 5 Fantaisies sur «Une jeune fillette » (1610) d'Eustache du Caurroy constituent le premier exemple connu de noël instrumental, le premier recueil pour orgue nous provient de  Nicolas Gigault (1682), et le succès de la formule entraîne à sa suite de nombreux compositeurs tels que Nicolas Lebègue, André Raison, les Dandrieu (Pierre et son neveu Jean-François), Louis-Claude Daquin, Claude Balbastre, Michel Corrette, Josse-François-Joseph Benaut, Jean-Jacques Beauvarlet-Charpentier, Nicolas Séjan, Guillaume Lasceux et Jean-Baptiste Charbonnier.
Quelques noëls variés isolés : le Rigaudon anonyme et le Double du Rigaudon fait par M. Couperin en ut majeur, sur le chant «Votre bonté grand Dieu» de Louis Couperin ; le noël et double sur « Je me suis levé » des pièces d'orgue de Louis-Antoine Dornel ; et plusieurs noëls anonymes de l'entourage de Lebègue.
Quelques compositeurs des XIXe et XXe siècles ont aussi laissé des noëls variés ou des pièces inspirées de la Nativité : Alexandre-Pierre-François Boëly, Isaac-François Lefébure-Wely, James Alfred Lefébure-Wély, César Franck, Eugène Gigout, Théodore Dubois, Alexandre Guilmant, Charles Tournemire, Marcel Dupré, Joseph Noyon, Jean Langlais, Olivier Messiaen, Pierre Pincemaille, et Denis Bédard.

## Exemple sonore
Noël no 10 sur les jeux d'anches, pour orgue, de Louis-Claude Daquin (sur le thème de « Bon Joseph, écoutez-moi »).
De nombreux changements de registrations font entendre tour à tour, sur trois claviers et pédalier, la Voix Humaine, le Régale, le Cromorne, la Trompette, le Hautbois, la petite batterie d'anches (Trompette et Clairon), le Cornet, le Basson, la grande batterie d'anches (Bombarde, Trompette, Clairon) auxquelles s'ajoutent les Chamades à la dernière cadence.